# Maurice Papon
Maurice Papon, född 3 september 1910 i Gretz-Armainvilliers, död 17 februari 2007 i Pontault-Combault, Seine-et-Marne, var en fransk ämbetsman, polischef och dömd krigsförbrytare.

## Biografi
Papon var ämbetsman inom Vichyregimen. År 1942 tog han över ledningen för prefekturen i Gironde, en post som bland annat innebar kontroll över det regionala polisväsendet. Papon samarbetade med Nazityskland, bland annat direkt med SS och Gestapo, och var medansvarig till att omkring 1 560 judiska män, kvinnor och barn deporterades från regionen och vidare till förintelseläger.

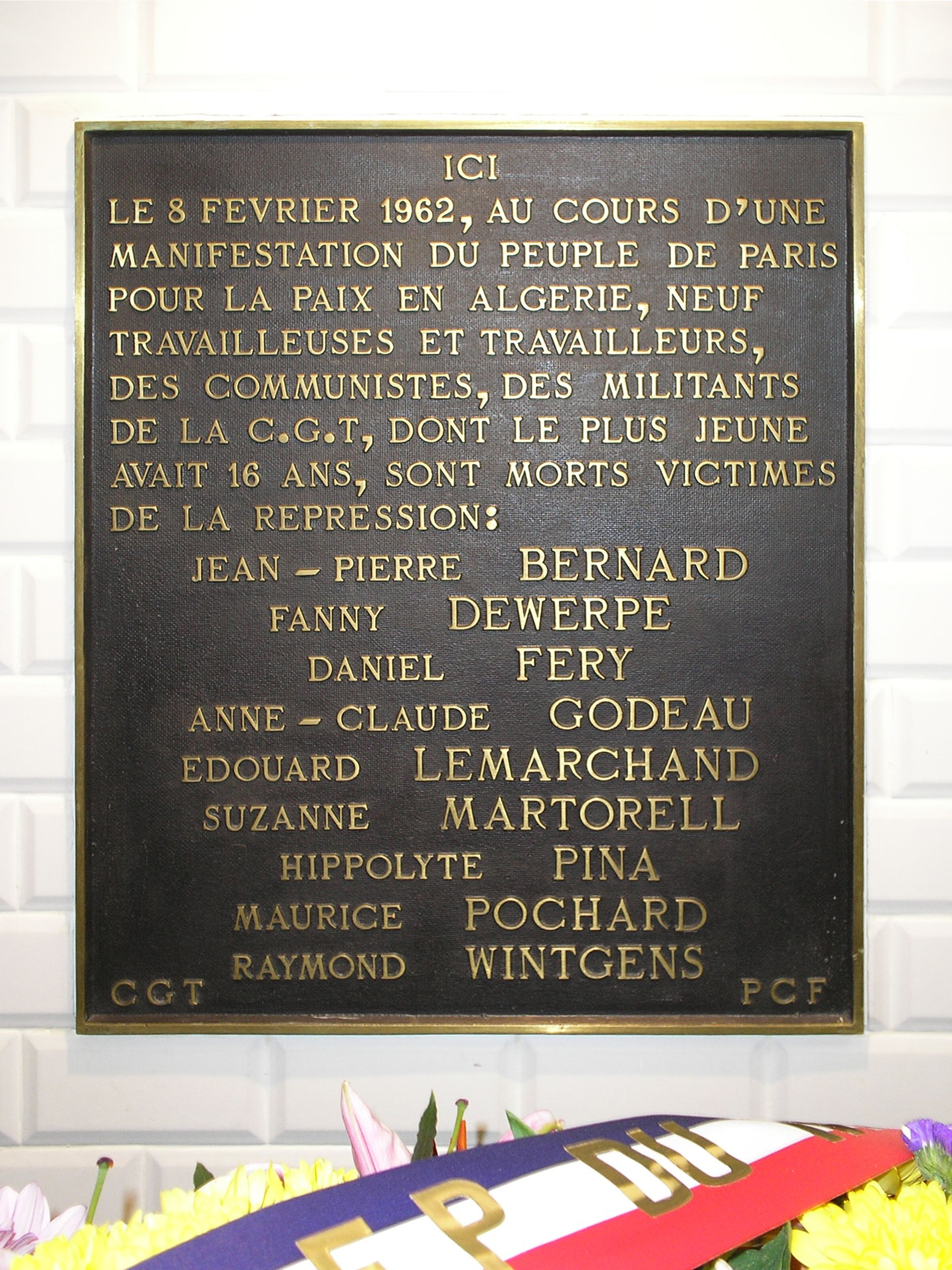
Minnestavla över de nio dödade vid métro Charonne.

Efter andra världskriget lyckades Papon dölja sitt förflutna och gjorde en betydelsefull karriär i det offentliga Frankrike. Han var Paris polischef 1958–1967. Hans roll i två ökända massakrer på demonstranter mot Frankrikes krigföring i Algeriet — massakern i Paris 1961 den 17 oktober 1961 och massakern vid métro Charonne den 8 februari 1962 — blev särskilt beryktad.
Papon valdes till borgmästare i staden Saint-Amand-Montrond 1971 och satt fram till 1983. Mellan 1978 och 1981 var Papon budgetminister i Raymond Barres borgerliga regering.
De första anklagelserna mot Papon gällande krigsförbrytelser kom 1983. Det sammanföll tidsmässigt med rättsprocessen mot förre Gestapo-chefen i Lyon Klaus Barbie som samma år greps i Kanada. 1980- och 1990-talen präglades av en mängd rättsliga turer för Papons del och hans förflutna inom Vichyregimen avslöjades stegvis. Det kom dock att dröja ända till 1997 innan rättegången mot honom inleddes. Han var då nära 87 år. 1998 dömdes Papon till ett tioårigt fängelsestraff för brott mot mänskligheten. Han fick emellertid lämna fängelset redan i september 2002 på grund av hög ålder.